# Inmigración estadounidense en Paraguay
El movimiento inmigratorio de ciudadanos estadounidenses hacia el Paraguay se inició a en la posguerra del 70, y continúa hasta la actualidad, aunque en menor medida.
Este desplazamiento ha ocurrido tanto a nivel individual como colectivo, pues así como han llegado inmigrantes aislados por cuenta propia, también han tenido lugar arribos en masa organizados, primeramente de agricultores californianos (en 1901), colonos menonitas (entre 1967 y 1982) y misioneros cristianos.

## Historia

### El incidente Hopkins
Edward y Clement Hopkins fueron los primeros estadounidenses en arribar al Paraguay, en el año 1845. Edward se desempeñaba como representante comercial de los Estados Unidos (luego sería nombrado cónsul), y al cabo de algún tiempo, regresó a su país para, con capital privado y auspicios del gobierno americano, fundar la “United States and Paraguay Navigation Company”.
Aunque los vapores adquiridos para la compañía naufragaron en alta mar, en ruta al Paraguay, el presidente Carlos Antonio López decidió otorgarle facilidades y ayuda para sus empresas. Gracias a este apoyo, Hopkins instaló una fábrica de cigarros al estilo habano, un aserradero a vapor, una mantequería, un molino de trigo, un ingenio de azúcar, dos desmotadoras de algodón, una ladrillería mecánica, varios otros talleres industriales y una calesita en San Antonio.
Sin embargo, varios años después, este próspero emprendimiento tendría un abrupto final, como consecuencia de un altercado entre el hermano del cónsul y un soldado paraguayo; que desembocaría en serios problemas diplomáticos entre ambos estados.Todo se habría suscitado debido a la actitud prepotente del hermano del cónsul hacia el soldado Agustín Silvero, cuando ambos se cuzaron en el camino de San Antonio. Silvero, quien venía conduciendo una tropa de bueyes, salió al paso de Clement, el cual en vez de permitir el paso de las reses, prefirió dispersarlas, generándose un fuerte entredicho entre ambos.
Finalmente, el soldado le había propinado un fuerte golpe con la fusta del sable en la espalda. El norteamericano, herido tanto físicamente como en su orgullo, fue a dar cuentas de lo sucedido al hermano.
La reacción no se hizo esperar; el lunes siguiente, Edward se presentó a la casa de gobierno, con un rebenque en mano, donde a fuerza de improperios y gritos demandó hablar con el presidente. Don Carlos le exigió que dichos reclamos los hiciera a José Falcón, Ministro de Relaciones Exteriores, no sin antes recordarle que ese tipo de conductas eran inaceptable para un cónsul en el Paraguay.
Como consecuencia de esta impertinencia y prepotencia por parte de los hermanos Hopkins, el gobierno paraguayo, canceló el exéquatur consular a Hopkins, además de anular la compra de tierras efectuadas por el mismo, el retiro del aserradero en San Antonio, la clausura de su fábrica de cigarros y la expulsión de los Hopkins, entre otras medidas.
Ante esta situación, mister Hopkins solicitó una enorme indemnización y la actuación del gobierno de los Estados Unidos contra el Paraguay en respuesta a la afrenta. Además Clement Hopkins era periodista de un importante periódico en su país, y logró hacer mucha presión a su causa.
Lograría su objetivo, pues en 1859, una escuadra de 18 buques y 2400 soldados, al mando del famoso Comodoro Schubrick, enfilara hacia el Paraguay. En ese entonces, las gestiones del general argentino Urquiza habían logrado con anticipación, el sometimiento del diferendo a un arbitraje, por lo que el ataque no se dio y el enfrentamiento entre ambos estados no ocurrió.
Como hecho relevante fue la mayor expedición militar realizada en tiempos de paz en la historia de los Estados Unidos, se topó con la firme actitud del presidente Carlos Antonio López, de hacer respetar los derechos del Paraguay.

### El ministro MacMahon

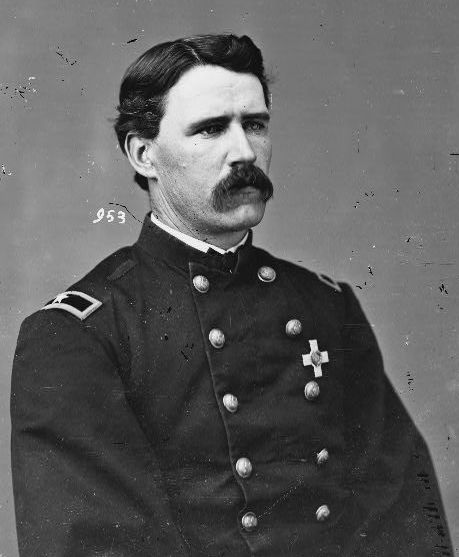
General Martin Thomas McMahon.

El 12 de diciembre de 1868, en plena campaña del Pikysyry, desembarcó en Angostura (Villeta), el nuevo ministro estadounidense ante el gobierno paraguayo, el mayor general Martin MacMahon; dirigiéndose luego al cuartel general del Mariscal Francisco Solano López en Potrero Mármol, ante quien presentó credenciales el día 14.
Posteriormente, escoltó a Madame Lynch con sus hijos menores hasta Piribebuy (designada tercera capital de la República), donde en una humilde casa, ondeaba la bandera de su patria. El Mcal. López, en una conmovedora carta, le encomendó el cuidado de sus hijos. Presentó su carta de retiro el 24 de julio de 1869, en el cuartel general de Azcurra.
Sincero amigo del Paraguay, lo defendió aún después de regresar a su país. Por ello escribió la poesía "Resurgirás, Paraguay" en el álbum de Madame Lynch.
Falleció en 1907 a los 69 años, en Nueva York.

### Gringosen el Guairá
Dos ciudadanos estadounidenses, Charles Chase y Sampson Harrison fueron los primeros extranjeros que se radicaron en Villarrica, en los años posteriores a la guerra.
Ambos eran jóvenes y procedían de familias ilustres. Su misión en el Guairá era la de restablecer las relaciones diplomáticas y comerciales entre ambas naciones, paralizadas desde hacía varios años.
Tanto Chase como Harrison formaron familia con damas villarriqueñas: el primero lo hizo con Micaela Talavera Alarcón, hermana del poeta Natalicio Talavera; en tanto el segundo lo hizo con María Codas Insfrán. De ahí provienen las familias Chase Talavera y Harrison Codas, cuyos miembros hicieron grandes aportes al Paraguay, en varios órdenes.

### Nueva California
En los primeros años del siglo XX, hubo un intento de colonización por parte de agricultores provenientes del estado de California.
Los inmigrantes se ubicaron en un paraje llamado Santa Clara (Departamento de San Pedro), gracias a los incentivos que el gobierno paraguayo otorgaba para la instalación de colonias agrícolas en su territorio. Para el efecto, el contingente norteamericano trajo sus propias maquinarias e implementos agrícolas.
Esta nueva colonia se denominó Nueva California y dependía de la cercana colonia italiana Trinacria (actual municipio de General Aquino), pero al igual que esta, fracasó debido a su mala ubicación, prácticamente incomunicada, lejos de caminos o vía fluviales. Tras abandonarla, muchos colonos en se instalaron en Asunción.

### Hacendados del Chaco
Casi contemporáneamente a los colonos de Nueva California, varios ciudadanos estadounidenses se afincaron en el Chaco Boreal, donde desarrollaron una intensa actividad ganadera. Nombres recordados son los de Cecil Mosby (Míster Camon), Tex Rickard y George Lohman.
Tex Ricard fue un famoso empresario deportivo de su país en la década del 20. Su afán de hacer negocios lo trajo al Chaco, donde fundó la empresa Paraguayan Cattle Farms Ltd., y contrató y trasladó al Paraguay media docena de cowboys texanos, quienes recibían una remuneración de 75 pesos oro.
La compañía ganadera de Rickard llegó a poseer más de 60 leguas cuadradas de tierras en el Chaco, además de un establecimiento ganadero muy bien montado a unos 25 km de Concepción. Debido a lo problemático de mantener una empresa ganadera, Tex Rickard transfirió sus acciones a la empresa Paraguay Land and Cattle Co. y retornó nuevamente a los Estados Unidos, donde fue constructor del célebre estadio Madison Square Garden.
Otro destacado hacendado fue don George Lohman (18898-1950), natural de Travis, Arizona, quien se instaló en 1912. Fundó la estancia Pozo Colorado, cuyo casco se transformaría en la localidad actual del mismo nombre.
En esas tierras Lohman logró amasar una enorme fortuna, pues llegó a poseer un cuarto de millón de hectáreas y más de 80.000 cabezas de ganado vacuno. Los indígenas de la zona lo llamaban reverencialmente “el gran jefe blanco”.
Durante la Guerra del Chaco, su establecimiento proveyó importantes suministros al ejército paraguayo.

## Colonización menonita
Los primeros menonitas llegaron al Paraguay por invitación del gobierno nacional. La base de ésta y las siguientes inmigraciones constituyó la Ley N° 514 del 26 de julio de 1921, en la que el gobierno paraguayo concedía derechos que habían solicitado los menonitas canadienses que luego fundaron la colonia Menno, a cambio de la colonización del Chaco.
Básicamente dicha ley permitió a los inmigrantes la no realización del servicio militar en tiempos de paz ni en tiempos de guerra, a la vez que les permitió la administración de sus escuelas y sus bienes, entre otros.
Sumándose a los pioneros chaqueños, desde 1965, grupos de menonitas de los Estados Unidos se han instalado en la Región Oriental del país, donde fundaron las siguientes colonias:
- Luz y Esperanza (1967) en Caaguazú. Cuenta con 171 habitantes.[2]
- Agua Azul (1969) en Canindeyú. Cuenta con 90 habitantes.[2]
- Florida (1976) en Caaguazú, con 85 habitantes.[2]
- La Montaña (1982) de Itapúa, con 321 habitantes.[2]

A excepción de los demás inmigrantes menonitas, que hablan el bajo alemán, los mennonitas de origen estadounidense son de habla inglesa.

## Labor evangelizadora
La ONG Nuevas Tribus trabaja en el país con los indígenas desde hace 50 años. Su misión es evangelizar en virtud del principio bíblico de dar a conocer a todas las naciones la palabra de Dios.
Los chamacocos fueron los primeros nativos contactados por los misioneros, luego recibieron el mensaje cristiano los ayoreos, manjui, angaité y pai tavyterã.

### La matanza de los ayoreos
Sin embargo, la evangelización que promueven las ONG siempre fue resistida por las comunidades indígenas.
Un hecho trágico ocurrió en 1986 cuando un grupo de ayoreos cristianizados por Nuevas Tribus intentó contactar con los silvícolas. 
El acontecimiento, según este movimiento religioso, ocurrió de la siguiente manera:
El 27 de diciembre de 1986, a pedido de los ayoreos, 34 de ellos fueron llevados en camioneta al km 93, al norte, en un lugar denominado Tte. Montanía. Los días 28 y 29 de diciembre, los ayoreos evangelizados entraron en el monte. No queriendo incursionar a la aldea por la noche decidieron acampar hasta el día siguiente.
Por la mañana los ayoreos se acercaron a la aldea gritando que habían venido en paz y que no querían matar a los silvícolas. Los de la aldea contestaron y siguió una conversación.
Los ayoreos cristianizados creyeron que no había mayor peligro y entró así un primer grupo de ocho hombres.
Los de la aldea, en secreto, se prepararon para un enfrentamiento, poniendo un matorral, cercando la aldea, y habían cavado la tierra alrededor de las entradas. El objetivo era dificultar la lucha a mano armada y facilitar la caída del enemigo, y así aprovechar para ultimarlo a palos o con sus lanzas.
Uno de los ayoreos de Campo Loro tomó a un totobiegosode y le obligó a bajar sus armas, que según la costumbre es señal de amistad; pero al descuidarse, el hombre totobiegosode volvió a tomar las armas y la matanza empezó.
Así fue que en el espacio de pocos minutos fueron asesinados cinco hombres de Campo Loro y cuatro fueron heridos.

## El Centro Cultural Paraguayo Americano
El 13 de febrero de 1942, un grupo de paraguayos y el agregado cultural de la Embajada de los Estados Unidos, se reunieron para fundar el Centro Cultural Paraguayo Americano (CCPA).
Bajo la premisa de “estrechar vínculos de amistad y fomentar las relaciones culturales entre el Paraguay y los Estados Unidos", hace más de 70 años, el CCPA ha venido promoviendo valores democráticos como la libertad personal y de prensa en el país.
Durante los años de la dictadura militar de Alfredo Stroessner se constituyó en un espacio para la libre expresión de artistas e intelectuales que deseaban aportar sus ideas sobre derechos humanos, libertad y la anhelada democracia para ese entonces.
La primera clase de inglés fue impartida el 1 de octubre del mismo año de su fundación. Posteriormente fue establecida la Biblioteca Franklin Roosevelt, que en 2016 cumplió 70 años de fundación, y en la década de los años 60; el Teatro de las Américas y la Galería Agustín Barrios, que siguen siendo referentes culturales de Asunción.

## Personas destacadas
- Joaquín Baldwin: cineasta y animador. Actualmente trabaja para los estudios Disney.
- Diosnel Chase: guitarrista y compositor.
- Guido Chase Sardi: militar héroe de la Guerra del Chaco.
- Miguel Chase Sardi: antropólogo y etnógrafo.
- Alejandro Domínguez: empresario y dirigente deportivo, actual presidente de la Conmebol.
- Daniel Farrar: director técnico de fútbol.
- Oscar Harrison: dirigente deportivo, expresidente de la Asociación Paraguaya de Fútbol (1994-2007).
- Robert Harrison: dirigente deportivo, actual presidente de la Asociación Paraguaya de Fútbol (desde 2016)
- Sampson Harrison: militar y dirigente deportivo. Presidente de la Asociación Paraguaya de Fútbol en 1940.
- Roy Rodgers: abogado y extitular de la Contraloría General de la República.
- James Spalding: economista y exdirector de la Itaipú Binacional, lado paraguayo.
- Cindy Taylor: modelo, actriz y presentadora de televisión.
- Chad Uddstrom: instagramer y figura mediática de gran popularidad.[18]

- Sharlene Wells Hawkes: Miss Utah y Miss America 1985. Única extranjera en ganar dicho certamen.